# Zubowszczyzna (rejon wołkowyski)
Zubowszczyzna (biał. Зубаўшчына; ros. Зубовщина) – wieś na Białorusi, w obwodzie grodzieńskim, w rejonie wołkowyskim, w sielsowiecie Subacze.
Dawniej wieś i folwark. W dwudziestoleciu międzywojennym leżały w Polsce, w województwie białostockim, w powiecie wołkowyskim, w gminie Tereszki.